# Ophiusa conspicienda
Ophiusa conspicienda  là một loài bướm đêm thuộc họ Erebidae. Nó được tìm thấy ở Tây Phi, Gabon và Uganda.